# You've Seen the Butcher
You've Seen the Butcher è un singolo del gruppo musicale statunitense Deftones, pubblicato il 26 novembre 2010 come quarto estratto dal sesto album in studio Diamond Eyes.

## Video musicale
Il video, diretto da Zodeb, mostra i Deftones mentre eseguono la canzone in una biblioteca.

## Tracce
CD promozionale (Europa)
1. You've Seen the Butcher – 3:31

CD promozionale (Stati Uniti)
1. You've Seen the Butcher (Edit) – 3:16

Download digitale
1. You've Seen the Butcher – 3:31
2. You've Seen the Butcher (Midnight Airport Version) – 3:10
3. Birthmark (Live) – 4:06

## Formazione
Gruppo
- Abe Cunningham – batteria
- Chino Moreno – voce, chitarra
- Frank Delgado – tastiera, campionatore
- Sergio Vega – basso
- Stephen Carpenter – chitarra

Produzione
- Nick Raskulinecz – produzione, missaggio
- Paul "Fig" Figuerda – registrazione, ingegneria del suono
- Brad Townsend – ingegneria del suono aggiuntiva
- Andrew Schubert – ingegneria del suono aggiuntiva
- Ted Jensen – mastering
- Tom Whalley – produzione esecutiva

## Classifiche
| Classifica (2010)                | Posizione massima |
| -------------------------------- | ----------------- |
| Stati Uniti (rock & alternative) | 34                |